# Copdock
Copdock är en by i Copdock and Washbrook, Babergh, Suffolk, i östra England. Den har en kyrka. År 1994 blev den en del av den då nybildade Copdock and Washbrook. Copdock hade 399 invånare år 1961.